# Nasecheperensachmet
Nasecheperensachmet war ein hoher altägyptischer Beamter mit den Titeln eines Wesirs, bei dem es sich um das höchste Staatsamt nach dem König (Pharao) handelte. Nasecheperensachmet ist nur von einem Würfelhocker bekannt, der sich heute im Liebieghaus in Frankfurt am Main befindet. Die Statue ist an der Vorderseite beschriftet und nennt drei Titel des Nasecheperensachmet. Er ist Priester des Amun, Vorsteher der Stadt und Wesir (Tjati). Der Kopf der Statue ist eine Restaurierung des 18. oder 19. Jahrhunderts. Auf der Statue wird auch seine Mutter Schepamuntaschepet genannt.
Nasecheperensachmet amtierte wahrscheinlich in der Spätzeit unter Psammetich I. In diesem Zeitabschnitt gab es jeweils einen Wesir für Ober- und einen für Unterägypten. Da die Statue des Nasecheperensachmet wahrscheinlich aus Saqqara stammt, ist damit angedeutet, dass Nasecheperensachmet in Unterägypten amtierte.